# Stojanov
Stojanov je priimek v Sloveniji in tujini. Po podatkih Statističnega urada Republike Slovenije je na dan 1. januarja 2011 v Slovenji uporabljalo ta priimek 142 oseb.  

## Znani slovenski nosilci priimka
- Veselin Stojanov (*1959), novinar

## Znani tuji nosilci priimka
- Dimităr Stojanov, bolgarski politik
- Ilija Stojanov, makedonski nogometaš
- Kalin Stojanov, bolgarski politik
- Kimon Georgiev Stojanov (1882-1969), bolgarski general in politik
- Petăr Stojanov (*1956), bolgarski politik